# Museo tedesco delle carte da gioco

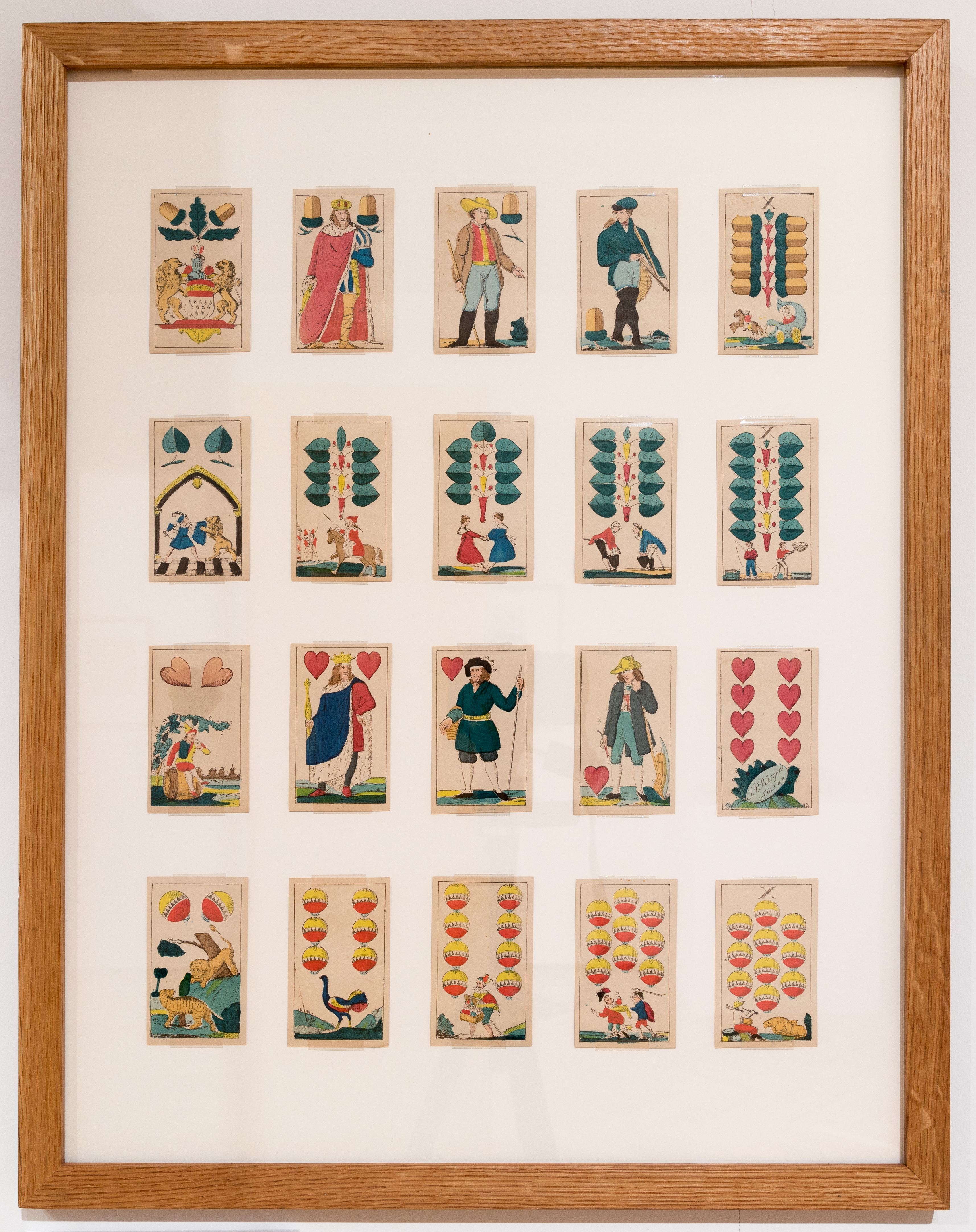
Carte da gioco a semi tedeschi

Il Museo tedesco delle carte da gioco a Leinfelden-Echterdingen, una filiale del Landesmuseum Württemberg, ospita una delle più grandi collezioni pubbliche di carte da gioco in Europa ed è aperto a tutti i ludologi e a coloro che sono interessati a questo genere. Le carte da gioco vengono sistematicamente raccolte, archiviate e studiate. La collezione comprende circa 15000 giochi di carte con oltre 500000 carte singole, una biblioteca di giochi con archivio, una collezione di grafica, ma anche artigianato, macchine da stampa, blocchi di stampa, tavoli da gioco e altro ancora. La collezione di carte da gioco asiatico-indiana è una rarità. È considerato il più completo e bello, nel suo genere, al mondo. Il museo è membro dell'International Playing Card Society.

## Storia
La storia del museo delle carte da gioco inizia nel 1923 ad Altenburg in Turingia. Su iniziativa di Julius Benndorf, direttore dell'Altenburger Skatkalender, e con l'aiuto di Carl Schneider, direttore delle fabbriche di carte da gioco dello United Stralsund, il museo locale nel castello di Altenburg, che era stato fondato quattro anni prima da Albrecht von der Gabelentz divenne il Museo delle carte da gioco ed era ospitato in una sola sala. Fino al 1939 vennero raccolti 6000 diversi giochi di carte. Nel 1946, quando la fabbrica di carte da gioco ASS fu smantellata dall'Amministrazione militare sovietica in Germania, la collezione del museo fu rimossa e non si sa dove sia stata portata. 
La società ASS, che fu trasferita nella Germania occidentale dopo la seconda guerra mondiale, prima a Mannheim e nel 1956 a Leinfelden, ricostruì una collezione in un nuovo museo aziendale, il Museo ASS. L'ASS acquisì continuamente altri produttori di carte da gioco con archivi aziendali, alcuni dei quali erano più o meno grandi, ma anche collezioni private che ampliarono la collezione del museo: 
- Collezione Dr. Martin von Hase, 1950
- Collezione Franz Ritter von Hauslab, 1955

Nel 1972, l'ASS assunse il Deutsche Spielkartenmuseum a Bielefeld, che aveva anche acquisito diverse importanti collezioni: 
- Collezione Dr. Werner Jakstein, 1952
- Collezione Richard Kaselowsky, 1955
- Collezione Rudolf von Leyden, 1956

Il museo di Leinfelden ricevette il nome della nuova acquisizione e nel 1974 fu aperto il Museo tedesco delle carte da gioco nell'attuale scuola Schönbuch. Nell'agosto 1982, il Museo fu venduto allo stato del Baden-Württemberg e alla città di Leinfelden-Echterdingen a causa delle ristrettezze economiche dell'ASS. Leinfelden-Echterdingen divenne la sede del museo, come sede distaccata del Museo di Stato del Württemberg. Nel 1983 è stata fondata un'associazione di amici del museo. 
La città di Leinfelden-Echterdingen ha aperto la mostra il 30 giugno 2012 e il museo è stato convertito in un archivio che può essere visitato previo appuntamento. Il motivo sono stati i deficit generati dal museo.  Le mostre sono esposte nello Stadtmuseum Leinfelden-Echterdingen.